# Cubo de Yoshimoto
El cubo de Yoshimoto es un juguete en forma de Poliedro mecánico, un rompecabezas inventado en 1971 por Naoki Yoshimoto (吉本直貴 Yoshimoto Naoki?), quien descubrió que dos copias de la primera estelación del rombododecaedro podían unirse para formar un cubo. El hallazgo se produjo cuando buscaba diferentes formas de dividir un cubo por la mitad en partes iguales. Yoshimoto presentó su cubo por primera vez en 1972 en una exposición individual titulada "Del cubo al espacio" y posteriormente desarrolló tres versiones comerciales. En 1982, el Cubo de Yoshimoto No. 1 se incluyó en la colección permanente del MoMA de Nueva York.
El cubo se compone de ocho cubos interconectados que se pueden plegar o desplegar indefinidamente. El cubo desplegado puede ser diseccionado y volver a ensamblarse en dos rombododecaedros estrellados, cada uno de los cuales comprende la mitad del volumen del cubo original, lo que lo convierte en una especie de rompecabezas de disección tridimensional.

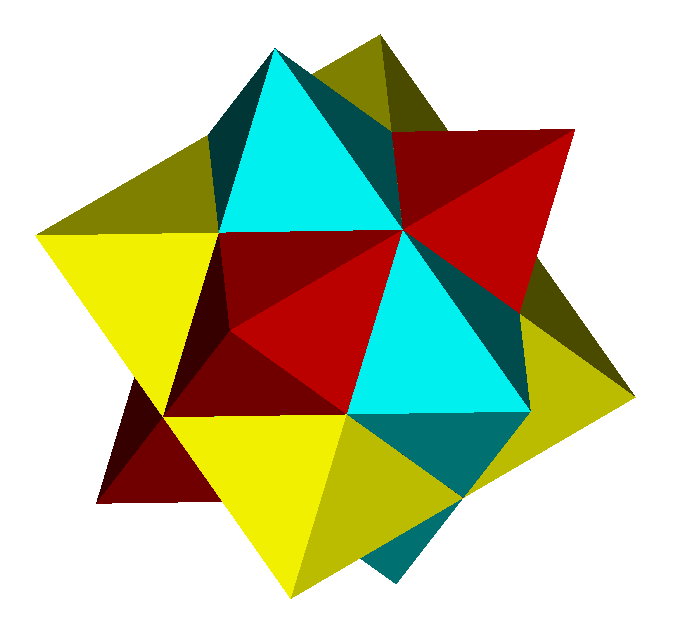
Primera estelación del rombododecaedro
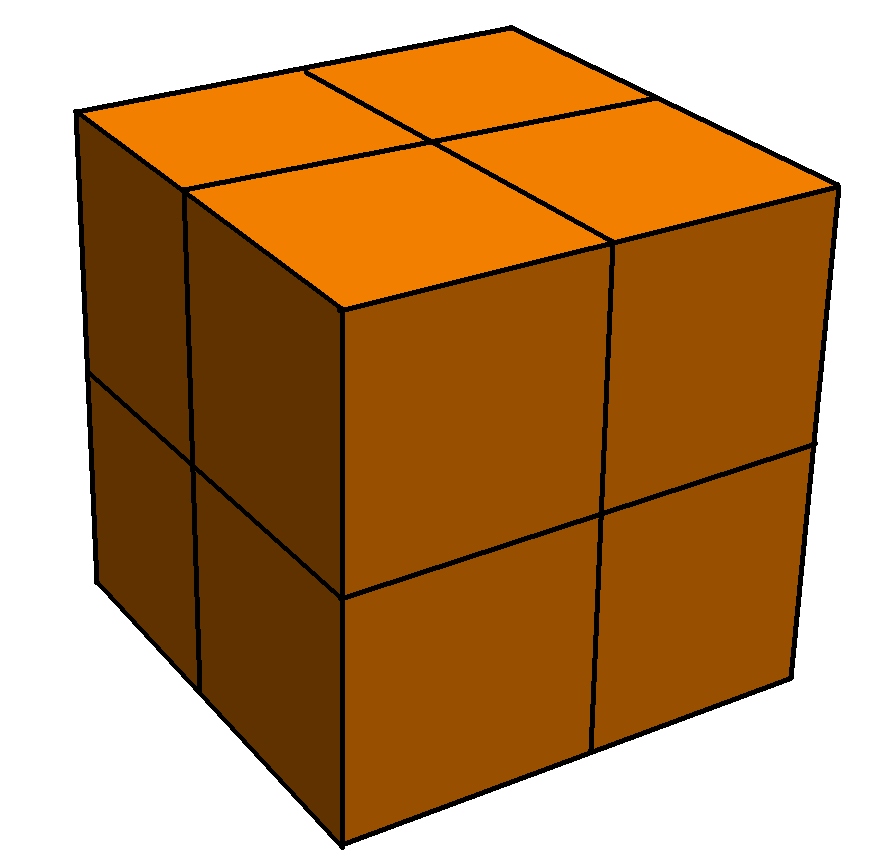
Cubo de 2×2×2, forma del cubo de Yoshimoto
- Modelo STL de la primera estelación del dodecaedro rómbico descompuesta en pirámides y semicubos